# Прімера Дивізіон (Уругвай)
Пріме́ра Дивізіо́н (ісп. Primera División) — найвища ліга чемпіонату Уругваю з футболу, в якій виявляється чемпіон країни та учасники міжнародних клубних змагань.

## Чемпіони та призери

### Аматорська ера
| Сезон      | Чемпіон (кількість титулів) | Віце-чемпіон                |                             |
| ---------- | --------------------------- | --------------------------- | --------------------------- |
| 1900       | СУРКК (1)                   | Альбіон                     |                             |
| 1901       | СУРКК (2)                   | Насьйональ                  |                             |
| 1902       | Насьйональ (1)              | СУРКК                       |                             |
| 1903       | Насьйональ (2)              | СУРКК                       |                             |
| 1904       | Чемпіонат не проводився     | Чемпіонат не проводився     | Чемпіонат не проводився     |
| 1905       | СУРКК (3)                   | Насьйональ                  |                             |
| 1906       | Монтевідео Вондерерз (1)    | СУРКК                       |                             |
| 1907       | СУРКК (4)                   | Монтевідео Вондерерз        |                             |
| 1908       | Рівер Плейт (1)             | Монтевідео Вондерерз        |                             |
| 1909       | Монтевідео Вондерерз (2)    | СУРКК                       |                             |
| 1910       | Рівер Плейт (2)             | СУРКК                       |                             |
| 1911       | СУРКК (5)                   | Монтевідео Вондерерз        |                             |
| 1912       | Насьйональ (3)              | СУРКК                       |                             |
| 1913       | Рівер Плейт (3)             | Насьйональ                  |                             |
| 1914       | Рівер Плейт (4)             | Пеньяроль                   |                             |
| 1915       | Насьйональ (4)              | Пеньяроль                   |                             |
| 1916       | Насьйональ (5)              | Пеньяроль                   |                             |
| 1917       | Насьйональ (6)              | Пеньяроль                   |                             |
| 1918       | Пеньяроль (6)               | Насьйональ                  |                             |
| 1919       | Насьйональ (7)              | Універсаль                  |                             |
| 1920       | Насьйональ (8)              | Пеньяроль                   |                             |
| 1921       | Пеньяроль (7)               | Насьйональ                  |                             |
| 1922       | Насьйональ (9)              | Монтевідео Вондерерз        |                             |
| 1923 (АУФ) | Насьйональ (10)             | Рампла Хуніорс              |                             |
| 1923 (ФУФ) | Монтевідео Вондерерз (3)    | Пеньяроль                   |                             |
| 1924 (АУФ) | Насьйональ (11)             | Белья Віста                 |                             |
| 1924 (ФУФ) | Пеньяроль (8)               | Монтевідео Вондерерз        |                             |
| 1925       | Чемпіонат не було закінчено | Чемпіонат не було закінчено | Чемпіонат не було закінчено |
| 1926       | Пеньяроль (9)               | Монтевідео Вондерерз        |                             |
| 1927       | Рампла Хуніорс (1)          | Пеньяроль                   |                             |
| 1928       | Пеньяроль (10)              | Рампла Хуніорс              |                             |
| 1929       | Пеньяроль (11)              | Насьйональ                  |                             |
| 1930       | Чемпіонат не було проведено | Чемпіонат не було проведено | Чемпіонат не було проведено |
| 1931       | Монтевідео Вондерерз (4)    | Насьйональ                  |                             |

#### Клуби за аматорськими титулами
| Клуб                 | Перемоги | Роки                                                                   |
| -------------------- | -------- | ---------------------------------------------------------------------- |
| Насьйональ           | 11       | 1902, 1903, 1912, 1915, 1916, 1917, 1919, 1920, 1922, 1923, 1924       |
| СУРКК/Пеньяроль      | 11       | 1900, 1901, 1905, 1907, 1911, 1918, 1921, 1924 (ФУФ), 1926, 1928, 1929 |
| Рівер Плейт          | 4        | 1908, 1910, 1913, 1914                                                 |
| Монтевідео Вондерерз | 4        | 1906, 1909, 1923 (ФУФ), 1931                                           |
| Рампла Хуніорс       | 1        | 1927                                                                   |

Примітки:
1. ↑  Чемпіонат не проводився через Битву за Масольєр.
2. ↑  Чемпіонат 1925 року не був завершений через внутрішні суперечності.
3. ↑  1926 року чемпіонат був проведений під керівництвом тимчасової ради. Асоціація уругвайського футболу визнала його неофіційним.
4. ↑  Чемпіонат не проводився через чемпіонат світу 1930.
5. ↑  З 1914 року футбольна команда CURCC виділилася в «Пеньяроль», що не взяли керівництво команди, керівництво Британської залізниці та всі британські службовці. Асоціація футболу Уругваю зміну в керівництві клубу прийняло, бо «Пеньяроль» є офіційним правонаступником клубу СУРКК.

### Професіональна ера
| 1932      | Пеньяроль (1)               | Рампла Хуніорс              |                             |                             |
| 1933      | Насьйональ (1)              | Пеньяроль                   |                             |                             |
| 1934      | Насьйональ (2)              | Пеньяроль                   |                             |                             |
| 1935      | Пеньяроль (2)               | Насьйональ                  |                             |                             |
| 1936      | Пеньяроль (3)               | Насьйональ                  |                             |                             |
| 1937      | Пеньяроль (4)               | Насьйональ                  |                             |                             |
| 1938      | Пеньяроль (5)               | Насьйональ                  |                             |                             |
| 1939      | Насьйональ (3)              | Пеньяроль                   |                             |                             |
| 1940      | Насьйональ (4)              | Рампла Хуніорс              |                             |                             |
| 1941      | Насьйональ (5)              | Пеньяроль                   |                             |                             |
| 1942      | Насьйональ (6)              | Пеньяроль                   |                             |                             |
| 1943      | Насьйональ (7)              | Пеньяроль                   |                             |                             |
| 1944      | Пеньяроль (6)               | Насьйональ                  |                             |                             |
| 1945      | Пеньяроль (7)               | Насьйональ                  |                             |                             |
| 1946      | Насьйональ (8)              | Пеньяроль                   |                             |                             |
| 1947      | Насьйональ (9)              | Пеньяроль                   |                             |                             |
| 1948      | Чемпіонат не було закінчено | Чемпіонат не було закінчено | Чемпіонат не було закінчено | Чемпіонат не було закінчено |
| 1949      | Пеньяроль (8)               | Насьйональ                  |                             |                             |
| 1950      | Насьйональ (10)             | Пеньяроль                   |                             |                             |
| 1951      | Пеньяроль (9)               | Насьйональ                  |                             |                             |
| 1952      | Насьйональ (11)             | Пеньяроль                   |                             |                             |
| 1953      | Пеньяроль (10)              | Насьйональ                  |                             |                             |
| 1954      | Пеньяроль (11)              | Насьйональ                  |                             |                             |
| 1955      | Насьйональ (12)             | Пеньяроль                   |                             |                             |
| 1956      | Насьйональ (13)             | Пеньяроль                   |                             |                             |
| 1957      | Насьйональ (14)             | Пеньяроль                   |                             |                             |
| 1958      | Пеньяроль (12)              | Насьйональ                  |                             |                             |
| 1959      | Пеньяроль (13)              | Насьйональ                  |                             |                             |
| 1960      | Пеньяроль (14)              | Серро                       |                             |                             |
| 1961      | Пеньяроль (15)              | Насьйональ                  |                             |                             |
| 1962      | Пеньяроль (16)              | Насьйональ                  |                             |                             |
| 1963      | Насьйональ (15)             | Пеньяроль                   |                             |                             |
| 1964      | Пеньяроль (17)              | Рампла Хуніорс              |                             |                             |
| 1965      | Пеньяроль (18)              | Насьйональ                  |                             |                             |
| 1966      | Насьйональ (16)             | Пеньяроль                   |                             |                             |
| 1967      | Пеньяроль (19)              | Насьйональ                  |                             |                             |
| 1968      | Пеньяроль (20)              | Насьйональ                  |                             |                             |
| 1969      | Насьйональ (17)             | Пеньяроль                   |                             |                             |
| 1970      | Насьйональ (18)             | Пеньяроль                   |                             |                             |
| 1971      | Насьйональ (19)             | Пеньяроль                   |                             |                             |
| 1972      | Насьйональ (20)             | Пеньяроль                   |                             |                             |
| 1973      | Пеньяроль (21)              | Насьйональ                  |                             |                             |
| 1974      | Пеньяроль (22)              | Насьйональ                  |                             |                             |
| 1975      | Пеньяроль (23)              | Насьйональ                  |                             |                             |
| 1976      | Дефенсор (1)                | Пеньяроль                   |                             |                             |
| 1977      | Насьйональ (21)             | Пеньяроль                   |                             |                             |
| 1978      | Пеньяроль (24)              | Насьйональ                  |                             |                             |
| 1979      | Пеньяроль (25)              | Насьйональ                  |                             |                             |
| 1980      | Насьйональ (22)             | Монтевідео Вондерерз        |                             |                             |
| 1981      | Пеньяроль (26)              | Насьйональ                  |                             |                             |
| 1982      | Пеньяроль (27)              | Насьйональ                  |                             |                             |
| 1983      | Насьйональ (23)             | Данубіо                     |                             |                             |
| 1984      | Сентраль Еспаньйол (1)      | Пеньяроль                   |                             |                             |
| 1985      | Пеньяроль (28)              | Монтевідео Вондерерз        |                             |                             |
| 1986      | Пеньяроль (29)              | Насьйональ                  |                             |                             |
| 1987      | Дефенсор (2)                | Насьйональ                  |                             |                             |
| 1988      | Данубіо (1)                 | Пеньяроль                   |                             |                             |
| 1989      | Прогресо (1)                | Насьйональ                  |                             |                             |
| 1990      | Белья Віста (1)             | Насьйональ                  |                             |                             |
| 1991      | Дефенсор Спортінг (3)       | Насьйональ                  |                             |                             |
| 1992      | Насьйональ (24)             | КА Рівер Плейт              |                             |                             |
| 1993      | Пеньяроль (30)              | Дефенсор Спортінг           |                             |                             |
| 1994      | Пеньяроль (31)              | Дефенсор Спортінг           |                             |                             |
| 1995      | Пеньяроль (32)              | Насьйональ                  |                             |                             |
| 1996      | Пеньяроль (33)              | Насьйональ                  |                             |                             |
| 1997      | Пеньяроль (34)              | Дефенсор Спортінг           |                             |                             |
| 1998      | Насьйональ (25)             | Пеньяроль                   |                             |                             |
| 1999      | Пеньяроль (35)              | Насьйональ                  |                             |                             |
| 2000      | Насьйональ (26)             | Пеньяроль                   |                             |                             |
| 2001      | Насьйональ (27)             | Данубіо                     |                             |                             |
| 2002      | Насьйональ (28)             | Данубіо                     |                             |                             |
| 2003      | Пеньяроль (36)              | Насьйональ                  |                             |                             |
| 2004      | Данубіо (2)                 | Насьйональ                  |                             |                             |
| 2005      | Насьйональ (29)             | Дефенсор Спортінг           |                             |                             |
| 2005-2006 | Насьйональ (30)             | Роча                        |                             |                             |
| 2006-2007 | Данубіо (3)                 | Пеньяроль                   |                             |                             |
| 2007-2008 | Дефенсор Спортінг (4)       | Пеньяроль                   |                             |                             |
| 2008-2009 | Насьйональ (31)             | Дефенсор Спортінг           |                             |                             |
| 2009-2010 | Пеньяроль (37)              | Насьйональ                  |                             |                             |
| 2010-2011 | Насьйональ (32)             | Дефенсор Спортінг           |                             |                             |
| 2011-2012 | Насьйональ (33)             | Пеньяроль                   |                             |                             |
| 2012-2013 | Пеньяроль (38)              | Дефенсор Спортінг           |                             |                             |
| 2013-2014 | Данубіо (4)                 | Монтевідео Вондерерз        |                             |                             |
| 2014-2015 | Насьйональ (34)             | Пеньяроль                   |                             |                             |
| 2015-2016 | Пеньяроль (39)              | Насьйональ                  |                             |                             |
| 2016      | Насьйональ (35)             | Монтевідео Вондерерз        |                             |                             |
| 2017      | Пеньяроль (40)              | Дефенсор Спортінг           |                             |                             |
| 2018      | Пеньяроль (41)              | Насьйональ                  |                             |                             |
| 2019      | Насьйональ (36)             | Пеньяроль                   |                             |                             |
| 2020      | Насьйональ (37)             | Рентістас                   |                             |                             |
| 2021      | Пеньяроль (42)              | Насьйональ                  |                             |                             |
| 2022      | Насьйональ (38)             | Ліверпуль                   |                             |                             |
| 2023      | Ліверпуль (1)               | Пеньяроль                   |                             |                             |
| 2024      | Пеньяроль (43)              | Насьйональ                  |                             |                             |

#### Клуби за професіональними титулами
| Клуб               | Перемоги | Роки |
| ------------------ | -------- | --- |
| Пеньяроль          | 39       | 1932, 1935, 1936, 1937, 1938, 1944, 1945, 1949, 1951, 1953, 1954, 1958, 1959, 1960, 1961, 1962, 1964, 1965, 1967, 1968, 1973, 1974, 1975, 1978, 1979, 1981, 1982, 1985, 1986, 1993, 1994, 1995, 1996, 1997, 1999, 2003, 2009—2010, 2012—2013, 2015—2016 |
| Насьйональ         | 35       | 1933, 1934, 1939, 1940, 1941, 1942, 1943, 1946, 1947, 1950, 1952, 1955, 1956, 1957, 1963, 1966, 1969, 1970, 1971, 1972, 1977, 1980, 1983, 1992, 1998, 2000, 2001, 2002, 2005, 2005—2006, 2008—2009, 2010—2011, 2012, 2015                               |
| Дефенсор Спортінг  | 4        | 1976, 1987, 1991, 2007—2008 |
| Данубіо            | 4        | 1988, 2004, 2006—2007, 2014 |
| Белья Віста        | 1        | 1990 |
| Сентраль Еспаньйол | 1        | 1984 |
| Прогресо           | 1        | 1989 |

Примітки:
1. ↑  Чемпіонат не було закінчено через страйк гравців.
2. ↑  «Дефенсор» об'єднався зі «Спортінгом» 1989 року, утворивши «Дефенсор Спортінг». Тут включені перемоги отримані клубом «Дефенсор».

## Загальна статистика перемог
| Клуб                 | Кількість перемог |
| -------------------- | ----------------- |
| Пеньяроль/СУРКК      | 50                |
| Насьйональ           | 46                |
| Дефенсор Спортінг    | 4                 |
| Рівер Плейт          | 4                 |
| Монтевідео Вондерерз | 4                 |
| Данубіо              | 3                 |
| Рампла Хуніорс       | 1                 |
| Сентраль Еспаньйол   | 1                 |
| Прогресо             | 1                 |
| Белья Віста          | 1                 |